# Tadeusz (patriarcha Jerozolimy)
Tadeusz – prawosławny patriarcha Jerozolimy w 1298 r.